# Verena Hanshaw
Verena Hanshaw (geborene Aschauer; * 20. Jänner 1994 in Wien) ist eine österreichische Fußballspielerin. Die A-Nationalspielerin ist seit Januar 2025 Vertragsspielerin der Frauenfußballmannschaft von West Ham United.

## Karriere

### Vereine
Aschauer begann 2000 beim in Groß-Enzersdorf ansässigen Sportverein mit dem Fußballspielen und gelangte später in die Nachwuchsmannschaften des SV Essling und des FC Stadlau in Wien. 2009 war sie beim Erstligisten USC Landhaus Wien aktiv, ehe sie 2010 nach Deutschland zum Bundesligaaufsteiger Herforder SV wechselte. Ein Jahr später wurde sie vom Zweitligisten BV Cloppenburg verpflichtet, mit dem sie in der Folgespielzeit als Staffelsieger Nord den Aufstieg in die Bundesliga schaffte.
Nach dem umgehenden Wiederabstieg Cloppenburgs wechselte Aschauer zum SC Freiburg. Nachdem Aschauer in zwei Jahren in 26 Spielen für Freiburg aufgelaufen war, wechselte sie im Juli 2016 zum DFB-Pokalfinalisten SC Sand.
Zur Saison 2018/19 wurde sie vom deutschen Bundesligisten 1. FFC Frankfurt verpflichtet, bei dem sie einen bis zum 30. Juni 2020 gültigen Vertrag unterschrieb. Im Juli 2020 wurde der 1. FFC Frankfurt in den Verein Eintracht Frankfurt integriert und bildet somit die Frauenfußballabteilung des Vereins.
Am 8. Mai 2024 wurde ihre Verpflichtung zur Saison 2024/25 auf der Vereins-Website des italienischen Erstligisten AS Rom öffentlich. Sie unterschrieb einen Vertrag bis zum Sommer 2026.
Am 21. Januar 2025 wurde ihre Verpflichtung vom englischen Erstligisten West Ham United bekannt.

### Nationalmannschaft
Von 2009 bis 2011 spielte Aschauer in der U17-Nationalmannschaft, von 2011 bis 2012 in der U19-Nationalmannschaft. Am 27. April 2011 gab sie gegen Slowenien ihr Debüt in der A-Nationalmannschaft.
Bei der Europameisterschaft in den Niederlanden 2017 erreichte sie mit der Nationalmannschaft das Halbfinale. Die Linksverteidigerin wurde als einzige Österreicherin in die „Elf des Turniers“ gewählt.
Am 26. September 2023 absolvierte sie in der UEFA Women’s Nations League gegen Frankreich ihr 100. Länderspiel.

## Erfolge
- Halbfinalistin der Europameisterschaft: 2017
- Zypern-Cup-Sieger: 2016

## Auszeichnungen
- Österreichische Sportlerin des Jahres 2017 als Spielerin der Nationalmannschaft bei der EM

## Sonstiges
Aschauer heiratete im Juli 2021 einen englischen Kameramann, den sie 2017 bei Filmaufnahmen als Fußballerin kennengelernt hatte, und nahm seinen Nachnamen an.